# Podabrus kadowakii
Podabrus kadowakii es una especie de coleóptero de la familia Cantharidae.

## Distribución geográfica
Habita en Japón.